# Niederbrennen der Bibliothek von Jaffna

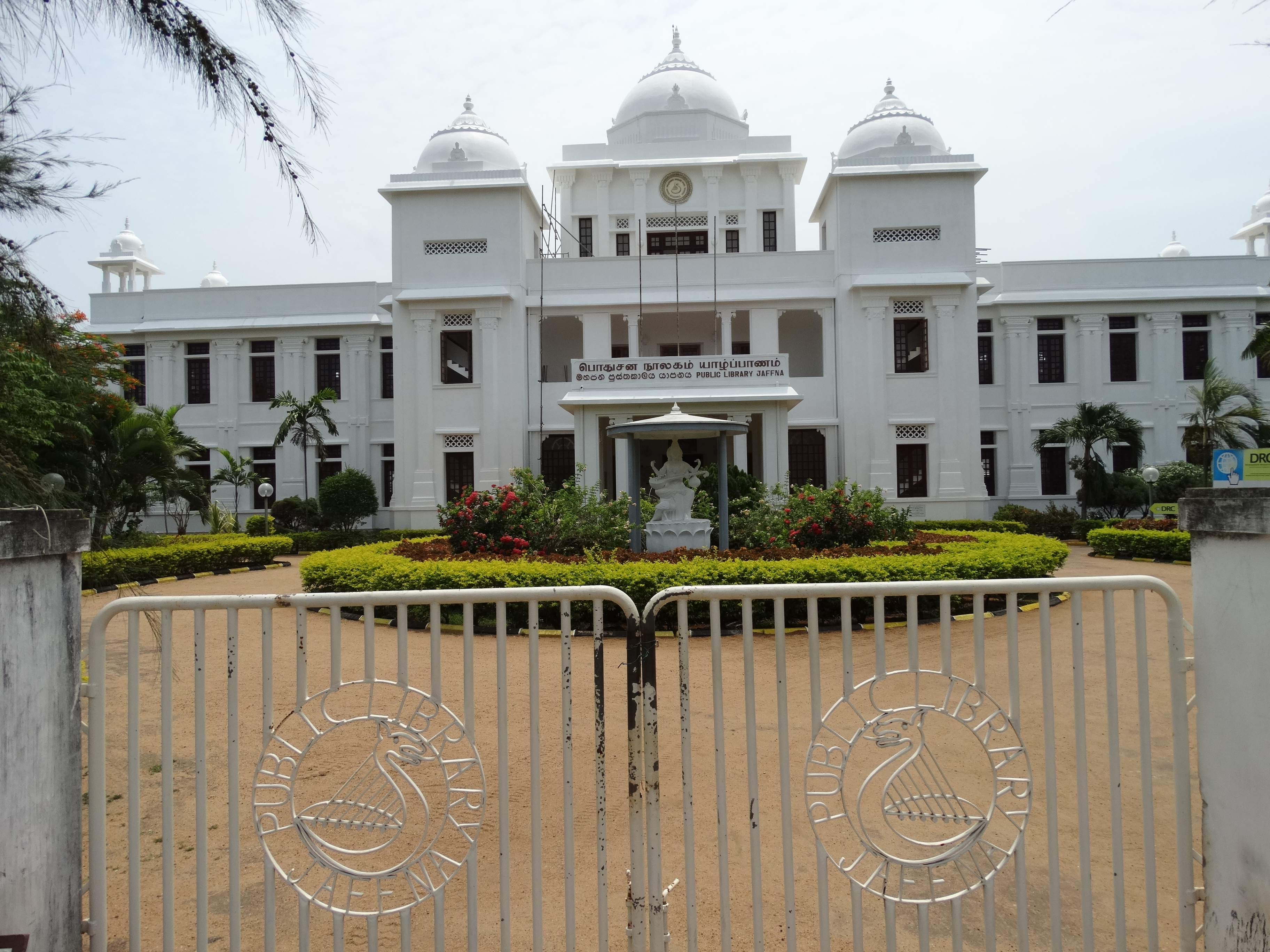
Wieder aufgebaute Bibliothek im Jahr 2014

Das Niederbrennen der Bibliothek von Jaffna (Tamil: யாழ் பொது நூலகம் எரிப்பு Yāḻ potu nūlakam erippu,) ereignete sich in der Nacht vom 31. Mai zum 1. Juni 1981. Dabei wurde die Zentralbibliothek der Stadt Jaffna in Sri Lanka durch Brandstiftung zerstört.
Der Brand stellte ein wichtiges Ereignis am Beginn des Bürgerkriegs in Sri Lanka dar. Seit der Unabhängigkeit im Jahr 1948 waren die Spannungen zwischen der Mehrheitsbevölkerung der Singhalesen und der Minderheit der Sri-Lanka-Tamilen von Jahrzehnt zu Jahrzehnt gestiegen. Die singhalesisch dominierten Regierungen hatten eine Politik der Diskriminierung und Zurückdrängung der Tamilen verfolgt, die dazu führte, dass sich die Position der Tamilen verschärfte und radikalisierte. Die politisch dominierende Partei der Tamilen, die Tamil United Liberation Front (TULF) forderte in der Vaddukoddai Resolution 1976 die Errichtung eines selbständigen Tamilenstaats in Sri Lanka. Im Vorfeld der Regionalwahlen 1981 hatte die TULF eine Wahlveranstaltung in Jaffna abgehalten, bei der drei singhalesische Polizisten durch Schüsse verletzt wurden, zwei davon tödlich. Danach kam es zu Ausschreitungen eines singhalesischen Mobs, gegen die die Polizei nicht genügend einschritt, oder sich sogar daran beteiligte. Das Parteibüro der TULF wurde in Brand gesetzt, ebenso wie Gebäude von tamilischen Presseerzeugnissen. Tamilische Geschäfte und Häuser wurden geplündert, wobei vier Tamilen ermordet wurden. In der Nacht vom 31. Mai zum 1. Juni 1981 wurde dann auch die Bibliothek angezündet und brannte vollständig aus.
Die Bibliothek galt im Jahr ihrer Vernichtung als die größte und bestausgestattete Bibliothek in Südasien. Unter den annähernd 100.000 zerstörten Werken befanden sich Palmblattmanuskripte und Werke und Manuskripte des tamilischen Autors Ananda Kentish Coomaraswamy, und vieler anderer bedeutender tamilischer Schriftsteller und Intellektueller. Die tamilische Gemeinschaft in Sri Lanka sah sie mit Stolz als ein wichtiges Archiv und Symbol tamilischer Kultur. Die Zerstörung wurde von den Tamilen als Versuch der Vernichtung ihrer Kultur wahrgenommen. Von vielen singhalesischen Politikern wurden die Ereignisse eher verharmlost, in dem Sinne, dass nur einige betrunkene Polizisten randaliert hätten.
Das Ereignis gilt als eines der verheerendsten Beispiele für Bücherverbrennungen im 20. Jahrhundert. Bis heute kam es zu keiner Anklage, wodurch keiner der Beteiligten jemals zur Rechenschaft gezogen wurde.
Wenige Wochen nach dem Brand brach der Bürgerkrieg am 23. Juli 1983 mit dem Überfall der Liberation Tigers of Tamil Eelam (LTTE) auf eine sri-lankische Armeepatrouille bei Thirunelveli offen aus.